# Bataille du cap Finisterre (1509)
Pour les articles homonymes, voir Bataille du cap Finisterre.

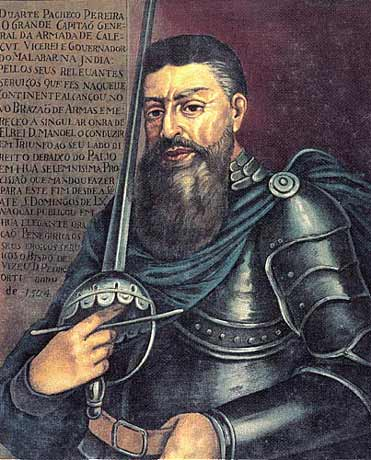
Duarte Pacheco Pereira

La bataille du cap Finisterre est une bataille navale livrée le 18 janvier 1509, dans le golfe de Biscaye, au large des côtes de la Galice.
Une escadre portugaise commandée par Duarte Pacheco Pereira, navigateur et cosmographe, surnommé l'Achille lusitanien (Camões), affronta et détruisit la flotte du corsaire français Pierre de Mondragon, composée de 4 navires. L'un d'entre eux fut coulé, les trois autres capturés. Pierre de Mondragon, qui s'était illustré en écumant le canal du Mozambique et les côtes africaines, au détriment des bateaux espagnols ou portugais, périt dans l'affrontement.